# Cimetière de Saint-Eugène
Pour les articles homonymes, voir Saint-Eugène.
Le cimetière de Saint-Eugène ou cimetière de Bologhine est un cimetière situé à Bologhine (autrefois Saint-Eugène) dans la banlieue nord d'Alger, en Algérie. Il s'étend au pied de la basilique Notre-Dame d'Afrique. Cimetière chrétien et juif, c'était le cimetière principal d'Alger et le plus grand cimetière de l'Algérie française.

## Description

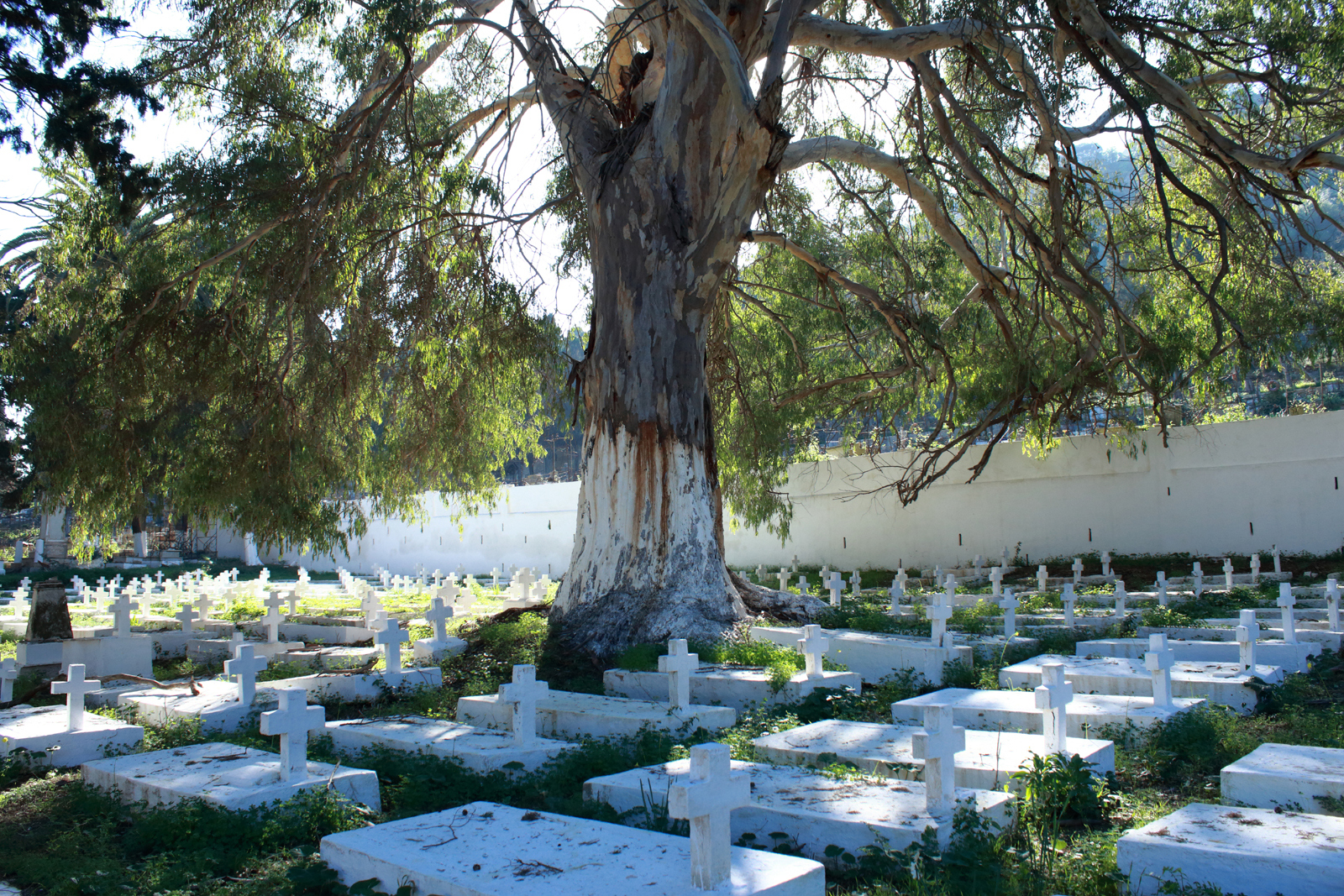
carré militaire en 2018.

Situé sur une corniche face à la mer, il s'étage en terrasses sur une colline. Créé en 1836, il couvre 14 hectares et compte 25 000 sépultures où sont inhumés 135 000 défunts,.   
Il se divise en : 
- une partie chrétienne avec des tombes couvrant la période de la monarchie de Juillet[3], début de la colonisation de l'Algérie; jusqu'à l'indépendance du pays. Des victimes de la fusillade de la rue d'Isly[4],[5] du 26 mars 1962 à Alger y sont ainsi inhumées.
- un carré militaire situé au nord-ouest sous la basilique[3] où 630 soldats français des différentes guerres sont inhumés avec des tombes regroupées par spécialités des corps de l'armée[6]. Le carré a été rénové en 2003 par la France[6].
- un carré consulaire situé coté mer, où sont inhumés les représentants de plusieurs États (États-Unis, Espagne, Italie, Suède, etc.)[3].
- une partie israélite couvrant 3,5 hectares[7]. Séparé par un mur du reste du cimetière avec une simple petite porte entre les deux[8], il est parfois considéré comme un cimetière séparé mitoyen. Il abrite 4 830 tombes[8]. Il fut créé en 1873 sur une parcelle concédée au consistoire d'Alger[2].

L'entrée, commune aux cimetière chrétien et juif, se fait par la partie basse du cimetière, boulevard du Commandant Abdherrahmane-Mira où se trouve le poste des gardiens.

## État du cimetière
Après l'indépendance de l'Algérie en 1962 et l'arrêt des inhumations, le cimetière a été laissé à l'abandon. Dans les années 1980, il y avait un gardien, rémunéré par l'assemblée communale et aidé par le consulat français. Avant la visite de Jacques Chirac en 2005, le cimetière avait été partiellement rénové.
Un rapport du Sénat de 2007 indiquait que le cimetière était entretenu par vingt employés.
En 2022, la partie basse du cimetière est en bon état : allées débroussaillées, arbres taillés, tombes et monuments entretenus. Mais plus on monte sur les hauteurs, plus le cimetière est en mauvais état, surtout la partie juive plus éloignée du poste des gardiens. 
En 2019, l'ACSE, l'Association des amis des cimetières de Saint-Eugène-Bologhine, créée en 2018 pour tenter de sauvegarder le cimetière, fait le constat suivant  : 
« Si les premiers carrés près de l’entrée actuelle sont encore très bien entretenus, il n’en est pas de même dès que l’on s’en éloigne. Faute d’un désherbage régulier, de nombreux arbres ont poussé et ont largement fissuré les tombes parfois les murs de soutènement qui menacent à présent de s’effondrer notamment dans la partie haute du cimetière israélite. Il est donc urgent dans un premier temps d’effectuer un large débroussaillage et un élagage dans les deux cimetières. ».
L'association listait aussi des travaux urgents : 
« 
- Consolidation des murs de soutènement pour éviter que des parcelles entières du cimetière ne s’effondrent,
- Réfections des escaliers dont certains sont devenus impraticables.
- Réfection du réseau d’évacuation des eaux pluviales pour éviter les glissements de terrain.
- Rénovation et parfois reconstruction de l’enceinte du cimetière effondrée par endroits et qui facilitent la venue de jour comme de nuit de squatters et profanateurs. »

## Visite d'autorités françaises
En 2003, lors de sa visite d'État à Alger, le président Jacques Chirac s'est rendu au cimetière Saint-Eugène. Le cimetière fut retapé avant la visite présidentielle, qui fut suivie de l’annoncé par la France d'un « plan d'action et de coopération relatif aux sépultures civiles françaises en Algérie ». En 2004, la ministre française de la Défense Michèle Alliot-Marie l'a visité et a présidé une cérémonie au carré militaire. En 2012, le président de la République française François Hollande le visite puis en novembre 2020, le ministre de l'Intérieur Gérald Darmanin. En août 2022, le président Emmanuel Macron s'y rend,  dépose une gerbe pour les « morts pour la France » puis fait le tour du cimetière. Il s'y était déjà rendu en février 2017 alors qu'il était candidat à la présidentielle, déposant une gerbe sur la tombe de Roger Hanin.

## Personnalités inhumées
Y sont enterrés :
- Mardochée Aby Serour (1826-1886), rabbin et explorateur marocain[15] ;
- Georges Acampora (1926-2012), militant et moudjahid de la cause nationale algérienne, membre  phare des Combattants de la libération (CDL), groupes armés du Parti communiste algérien ;
- Louis Debracevich (-1830), interprète du corps expéditionnaire, mort quelques jours après le débarquement[1] ;
- Gaetano Durando (1811-1892), botaniste italien, installé en Algérie en 1840[1] ;
- Roger Hanin (1925-2015), acteur, inhumé près de son père[16] ;
- Fernand Iveton (1926-1957), militant communiste et anticolonialiste rallié au FLN, seul Européen  guillotiné pendant la guerre d'Algérie ;
- Alfred Pillafort (1905-1942), militaire, résistant et compagnon de la Libération, tué à Alger lors du putsch de la Résistance en novembre 1942 ;
- Ismaÿl (Thomas) Urbain (1812-1884), journaliste et interprète ;
- Joseph Vantini dit Yusuf (1808-1866), général français, créateur des Spahis[9] ;
- Edmond Nathan Yafil (1874-1928), compositeur de musique arabo-andalouse[1].

Y ont été enterrés puis réinhumés ailleurs : 
- La reine Ranavalona III (1861-1917)[17], dernière reine de Madagascar. Morte en exil à Alger, sa dépouille est exhumée en 1938[18] pour être réinhumée au palais de la Reine à Tannarivo.
- Le roi du Dahomey Béhanzin (1845-1906), mort en exil à Alger [19], sa dépouille fut rapatriée en 1928 à Abomey.
- Fernand Bonnier de La Chapelle (1922-1942), résistant et assassin de l'amiral Darlan[20], réinhumé en juin 1950 au cimetière des Bruyères de Sèvres[21].

Plusieurs personnalités ont un parent inhumé au cimetière dont :
- Le père de l'humoriste Guy Bedos[22] ;
- Le grand-père du chanteur Enrico Macias[23] ;
- La grand-mère de l'écrivaine et essayiste québécoise Catherine Mavrikakis[24] ;
- Le père (assassiné en 1962 par l'OAS) de l'ancien député-maire d'Agen Alain Veyret[25],[26].

## Monuments
Outre les tombes, le cimetière abrite des monuments dédiés à une personnalité ou à un groupe de personnes.
- Un monument à la mémoire de l'écrivain algérianiste Louis Lecoq (1885-1932)[27].
- Une statue de zouave à l'entrée du carré militaire avec l'inscription « Aux zouaves morts pour la patrie, leurs camarades du 1er régiment »[1].
- Plaque rappelant la mort de 79 infirmiers et infirmières de l'hôpital du Dey morts pendant l'épidémie de choléra de 1849[1] qui sont inhumés dans le cimetière.

## Dans la culture
Le Cimetière de Saint-Eugène est le nom d'un roman de Nadia Galy paru en 2010.